# 비밀 칼빈주의
비밀 칼빈주의(Crypto-Calvinism, κρύπτω, "숨기다, 감추다, 숨김")란 루터파에서 공재설이 아닌 기념설이나 영적 임재설을 주장하는 자들에 대한 경멸적 용어이다. 크립토-칼빈주의(Crypto-Calvinism)는 1546년 마틴 루터(Martin Luther)가 사망한 직후 수십 년 동안 성만찬에 대한 칼빈주의 교리를 비밀리에 받아드리는 독일 루터교 신자들, 츠빙글리파 그리고 칼뱅주의자들에 대하여 사용되었다. 20세기부터 일부 학자들은 비밀 칼빈주의자라는 단어 대신 비밀 필립파(crypto-Philippist, 멜랑히톤을 말함 )라는 용어를 사용하기 시작했다. 그러나 용어의 의미에는 변화가 없다.

## 역사적 배경
Hoffmann은 다음과 같이 이 용의 역사적 배경을 설명하고 있다.
첫 시도 1552-1574 사이에 비빌 칼빈주의논쟁(Crypto-Calvinistic Controversy)에서 나타난다고 한다. 1552년 함부르크의 Westphal 칼빈의 성만찬을 비판을 시작하자 브래맨(Bremen)의 하덴버그(Hardenberg)와 하이델베르크의 클레비츠(Klebitz)가 루터란들의 견해를 공격하였다. 두 도시에는 루터란들이 추방되었다. 삭소니 지역에서는 비빌 칼빈주의자들인 필립파(멜랑히톤주의)들이 소집되어 루터란 교회를 칼빈주의로 만들었지만 1574년 선재후 아우투스(Augustus)가 그들 모두를 추방하였다. 또 다른 시도는 필립파들이 삭소니지역에서 1585년부터 동조하였는데 그때 선재후인 크리스챤 1 세(Christian I)는 그의 장남인 칼빈주의자인 크릴(Nikolaus Krell c. 1551 – 9 October 1601)에 영향을 받았기 때문에 퍼지게 되었다. 그러나 그는 후에 사형되었다. 그러다가 1592년 Hunnius때 종식되었다.